# Cucullia pustulata
Cucullia pustulata là một loài bướm đêm trong họ Noctuidae.